# گودنستون، دوور
گودنستون (به انگلیسی: Goodnestone) یک روستا و محله مدنی در بریتانیا است که در Dover واقع شده‌است. طی سرشماری سال ۲۰۱۱ گودنستون ۳۷۸ نفر جمعیت دارد.